# فونتانا رکوردز
فونتانا رکوردز (انگلیسی: Fontana Records) یک ناشر موسیقی است که در دهه ۱۹۵۰ به عنوان یک شرکت تابعه هلندی از فیلیپس رکوردز راه اندازی شد. توزیع کننده مستقل ناشر فونتانا دیستریبیوشن نام خود را از این برچسب گرفته است.